# غابة المناطق الحضرية

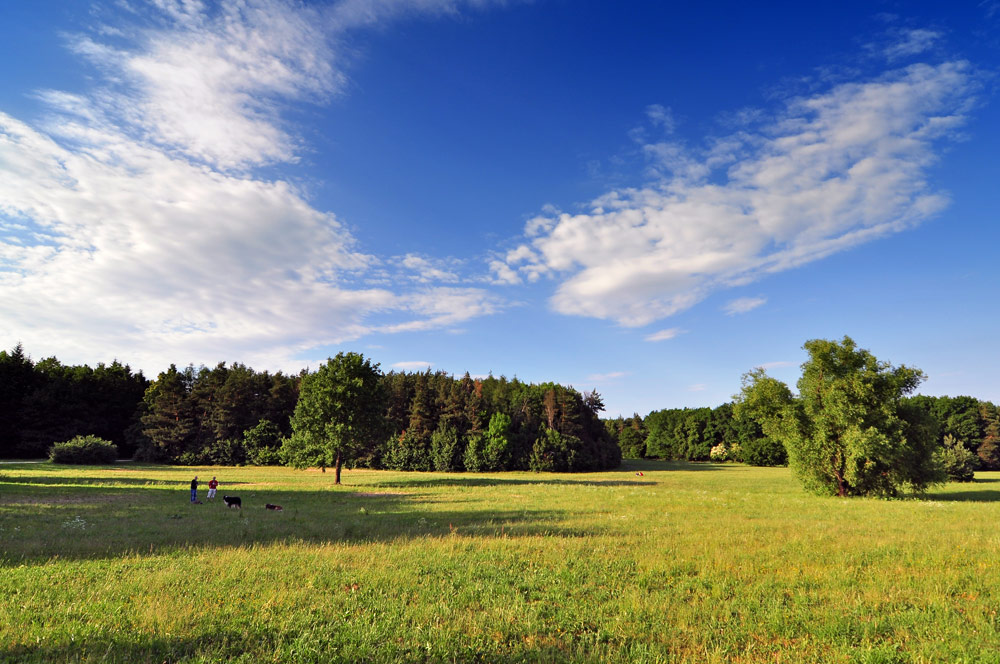

هي غابة أو مجموعة من الأشجار التي تنمو ضمن مدينة أو بلدة أو في الضواحي، ويشمل معناها الأوسع أي نوع من النباتات الشجرية المزروعة داخل أو حول التجمعات البشرية؛ وتصف بمعنى أضيق (منتزه غابي) مناطق جاءت أنظمتها البيئية من بقايا برية. وتدعى عملية عناية وإدارة هذه الغابات بالحراجة الحضرية؛ وقد تكون هذه الغابات ملك عام أي غابات بلدية، وقد تكون خارج البلدة أو المدينة التابعة لها.
تؤدي الغابات الحضرية دورا هاما في دراسة العلاقة بين البيئة ومسكن الإنسان، فهي تصفي الهواء والماء وضوء الشمس وتؤمن المسكن للحيوانات ومكان للاستجمام للإنسان؛ وتعدل المناخ المحلي وتبطئ الرياح وتجمع مياه الأمطار وتظلل البيوت والشركات فتؤدي لحفظ الطاقة. ولها دور رئيسي في تخفيض حرارة المناطق التي تتأثر بظاهرة بقع الاحترار الحضرية، وهذا من المحتمل أنه يخفض عدد أيام الأوزون الضارة بالصحة التي تصيب المدن الكبرى في أشهر الصيف الذروة.
يزداد إدراك أهمية العلاقات البيئية الطبيعية في الغابات الحضرية في كثير من البلدان؛ وهناك الكثير من المشاريع الجارية التي تهدف إلى استعادة وحفظ الأنظمة البيئية، من التخلص البسيط من جرف الأوراق والتخلص من النباتات الغازية إلى إعادة إدخال كاملة للأنواع الأصلية والأنظمة البيئية على ضفاف الأنهار.
تقول بعض المصادر إن أكبر غابة من صنع الإنسان في المناطق الحضرية في العالم تقع في جوهانسبورغ في جنوب أفريقيا، ويقول آخرون إن ذلك قد يكون خرافة، وقد اعتبرت أيضا غابة تيجوكا في ريو ديجينيرو الأكبر.
وتتعدد فوائد أشجار الغابات الحضرية وشجيراتها سواء التجميل وتخفيض أثر ظاهرة بقع الاحترار الحضرية وتقليل تدفق مياه الأمطار وتخفيض تلوث الهواء وتخفيض تكاليف الطاقة من خلال زيادة الظلال على الأبنية وتحسين قيمة العقارات وتحسين المساكن البرية وتلطيف تأثيرات الحياة المدنية بالمجمل على البيئة.

## تأثيرات الحياة البرية الاجتماعية والنفسية والاستجمامية
يخفض وجود الأشجار الضغط النفسي، فقد اعتبرت الأشجار دوما ذات فوائد صحية على القاطنين في المدن. يوفر ظل الأشجار وغيرها من المناطق الخضراء في المدن مكانا للقاء الناس والتفاعل الاجتماعي واللعب. وتقول فرضية البيوفيليا (حب الحياة) إن الناس ينجذبون فطريا إلى الطبيعة، بينما تذهب نظرية استعادة الانتباه لإثبات تطويرات ملموسة في النواتج الطبية والأكاديمية وغيرها عن طريق الاتصال بالطبيعة، وإن التخطيط المناسب والانخراط المجتمعي هامان لتحقيق النتائج الإيجابية.
توفر الأشجار والشجيرات أماكن تعشيش وطعام للطيور وغيرها من الحيوانات، ويقدر الناس مشاهدة وإطعام وتصوير ورسم الحياة البرية الحضرية والبيئة التي يعيشون فيها، وتساعد الأشجار الحضرية والشجيرات والحياة البرية بالحفاظ على اتصال الناس بالبيئة.

## الفوائد الاقتصادية
أدركت فوائد الأشجار والأنواع الأخرى من النباتات منذ زمن طويل، ومؤخرا حددت كمية هذه الفوائد. إن تحديد كمية الفوائد الاقتصادية للأشجار يساعد في تبرير النفقات العامة والخاصة للحفاظ عليها. ومن بين أكثر الأمثلة وضوحا للنفع الاقصادي هو زراعة الأشجار متساقطة الأوراق في جنوب وغرب البناء (في نصف الكرة الشمالي) أو شمال وشرق البناء (في نصف الكرة الجنوبي)، إذ تحمي وتبرد الظلال البيت في الصيف، لكنها تسمح للشمس بتدفئته في الشتاء بعد تساقط أوراقها.
يذكر دليل وزارة الزراعة الأمريكية في الصفحة 17 منه أن «الشركات تزدهر، وتتماهى مع الناس في مشيها وتبضعها، وتؤجر المكاتب والشقق بسرعة، ويبقى المستأجرون لمدة أطول، وتزداد قيمة العقارات، وتنجذب الكثير من الشركات والصناعات» عن طريق الأشجار. إن التأثيرات الفيزيائية للأشجار، الظل (التنظيم الشمسي) والتحكم بالرطوبة، والرياح والحت وتخفيف الاستبخار والتنقية السمعية والبصرية، والتحكم بحركة المرور وامتصاص التلوث وترسيبه، كلها ذات فوائد اقتصادية.

## خفض تلوث الهواء
بينما تجاهد المدن لتحقق معايير جودة الهواء، يمكن للأشجار تنظيف الهواء. وتعد أخطر ملوثات الهواء في جو المدن هي الأوزون وأكاسيد النتروجين وأكاسيد الكبريت والتلوث بالجزيئات. يتشكل الأوزون على مستوى الأرض، أو الضباب الدخاني، عن طريق تفاعلات كيميائية بين أكاسيد النتروجين والمركبات العضوية المتطايرة بوجود ضوء الشمس؛ وتزيد الحرارة من معدل هذه التفاعلات. وتعد انبعاثات المركبات (خصوصا الديزل) والانبعاثات من المنشآت الصناعية المصدر الأساسي لأكاسيد النتروجين؛ وتعد انبعاثات المركبات والانبعاثات الصناعية والأبخرة الغازية والمحاليل الكيميائية والأشجار وغيرها من النباتات المصدر الأساسي للمركبات العضوية المتطايرة. يتكون التلوث الجزيئي أو المادة الجزيئية (المادة الجزيئية 10 و25) من قطرات ميكروسكوبية صلبة أو سائلة يمكن استنشاقها وبقاؤها في أنسجة الرئتين مسببة مشاكل صحية خطيرة. يبدأ معظم التلوث الجزيئي عند التلويث بهباب الدخان والديزل ويمكن أن يسبب مشاكل صحية خطيرة للمصابين بأمراض القلب والرئتين ويسبب التخرش للناس الأصحاء، والأشجار حل هام وبكلفة مجدية لتقليل التلوث وتحسين جودة الهواء.

## الأشجار تقلل الحرارة والضباب الدخاني
يمكن لجودة الهواء أن تتحسن جذريا بوجود غابات حضرية صحية وممتدة، إذ تساعد الأشجار يتخفيف حرارة الهواء وتخفيف أثر ظاهرة البقع الاحترار الحضرية، وتخفيض الحرارة هذا لا يقلل استخدام الطاقة فقط بل يحسن جودة الهواء أيضا، لأن تشكل الأوزون يعتمد على الحرارة. تخفض الأشجار درجة الحرارة ليس فقط مباشرة عن طريق ظلالها، فعندما يكون هناك عدد كبير من الأشجار ينشأ فرق في درجة الحرارة بين منطقة تواجدها والمناطق المجاورة، وهذا يخلق فرقا في الضغط الجوي بين منطقتين فتتشكل الرياح، وتسمى هذه الظاهرة دورة النسيم في المدن إذا كانت الغابة قريبة من المدينة، ودورة نسيم الحدائق إذا كانت الغابة ضمن المدن، وتساعد هذه الرياح على تخفيض درجة الحرارة.
- بينما ترتفع الحرارة، يتناقص تشكل الأوزون
- تنقص الغابات الصحية في المدن الحرارة وتقلل تشكل الأوزون
- يمكن للأشجار ذات الظلال الواسعة تخفيض درجة حرارة البيئة المحيطة من 3 إلى 5 درجات مئوية.
- يتراوح الحد الأعلى لانخفاض درجة الحرارة وسط النهار عن طريق الأشجار بين 0.04 إلى 0.2 درجة مئوية.

قُدر في بلدة ساكرامنتو في كاليفورنيا أن مضاعفة الغطاء المظلل إلى ه ملايين شجرة سيخفض درجة حرارة الصيف ثلاث درجات مئوية؛ وسيقلل هذا الانخفاض في درجة الحرارة مستويات الأوزون الذروة بما مقداره 7% وأيام وجود الضباب الدخاني بمقدار 50%.